# كلاوس روث
كلاوس روث (بالإنجليزية: Klaus Roth)‏ ‏ (19 يونيو 1937 - 10 نوفمبر 2015) هو عالم رياضيات ولد في فروتسواف، جمهورية فايمار ، اشتهر بعمله على diophantine approximation حائز على جائزة وسام فيلدز.

## وصلات خارجية
- الموقع الرسمي لجائزة وسام فيلدز